# Hrabstwo Wagoner
Wagoner – hrabstwo w stanie Oklahoma w USA. Populacja liczy 73 085 mieszkańców (stan według spisu z 2010 roku).

## Miasta
- Coweta
- Fair Oaks
- Okay
- Porter
- Redbird
- Tullahassee
- Wagoner